# Кама (серп)

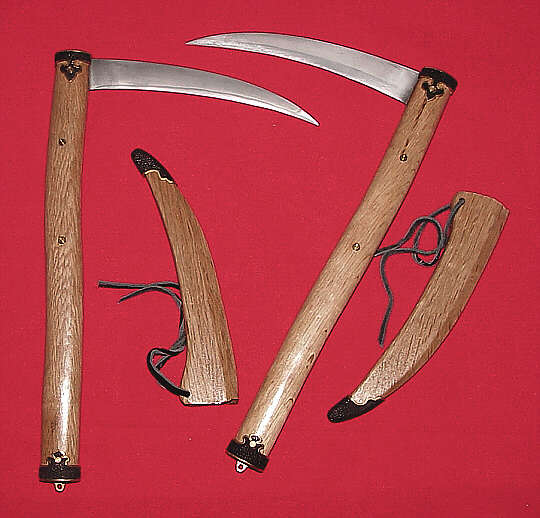
Кама

Кама — исторический вид холодного оружия, распространённый на Окинаве. Представляет собой короткое изогнутое лезвие, насаженное на короткую рукоять перпендикулярно ей. Существует предположение о том, что прототипом оружия был серп для уборки риса, который приобрёл боевое значение после аннексии Окинавы Японией и ввода запрета на традиционное холодное оружие (см. Охота за мечами).

## История
До того, как кама стала использоваться в качестве оружия, она широко применялась по всей Восточной Азии как инструмент для сбора урожая, в основном риса. Как оружие она встречалась в разных формах и видах в Юго-Восточной Азии и была особенно распространена в Малайзии, Индонезии и Филиппин. Вероятно, из одной из этих областей кама была завезена на Окинаву и включена в боевое искусство тэ (рукопашный бой). Производными от камы, вероятно, являются формы оружия кусаригама и кёкетсу-шоге.
Американский исследователь боевых искусств Эллис Амдюр (Ellis Amdur) в своей книге Old School: Essays on Japanese Martial Traditions критикует теорию о том, что кама и кусаригама произошли от крестьянского серпа, хотя клинковое оружие с серповидным лезвием существовало как минимум с периода Камакура.